# Premi del Cinema Europeu a la millor actriu
El Premi del Cinema Europeu a la millor actriu és un premi anual que s'atorga als Premis del Cinema Europeu per reconèixer una actriu que ha fet una actuació destacada en una indústria cinematogràfica. Els premis els lliura l'Acadèmia de Cinema Europeu (EFA) i es van lliurar per primera vegada el 1988 a l'actriu espanyola Carmen Maura pel seu paper de Pepa a Mujeres al borde de un ataque de nervios.
Juliette Binoche, Isabelle Huppert, Carmen Maura i Charlotte Rampling són les úniques actrius que han rebut aquest premi més d'una vegada amb dues victòries cadascuna. Penelope Cruz és l'actriu més nominada de la categoria amb cinc nominacions seguida de Juliette Binoche i Isabelle Huppert amb quatre.

## Guanyadors i nominats

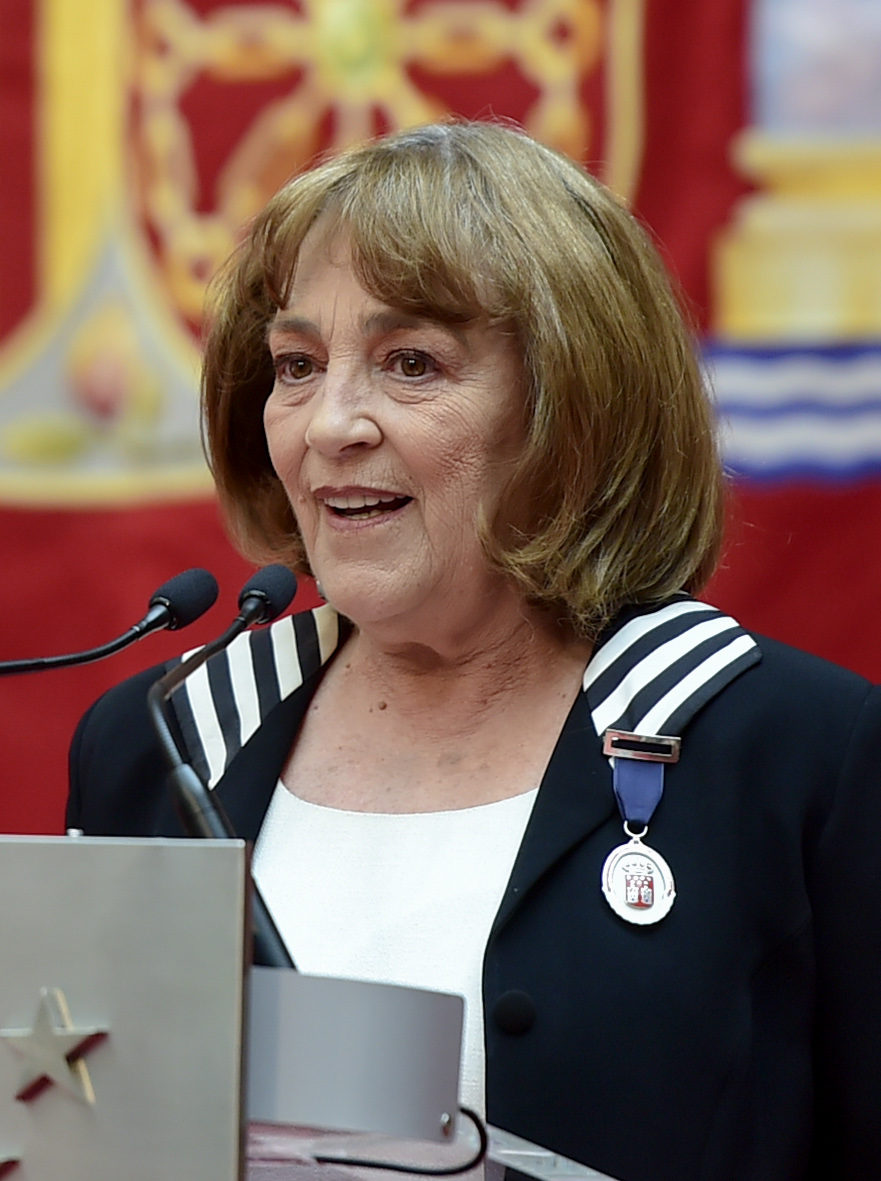
Carmen Maura va guanyar dues vegades pels seus papers a Mujeres al borde de un ataque de nervios (1988) i ¡Ay Carmela! (1990).

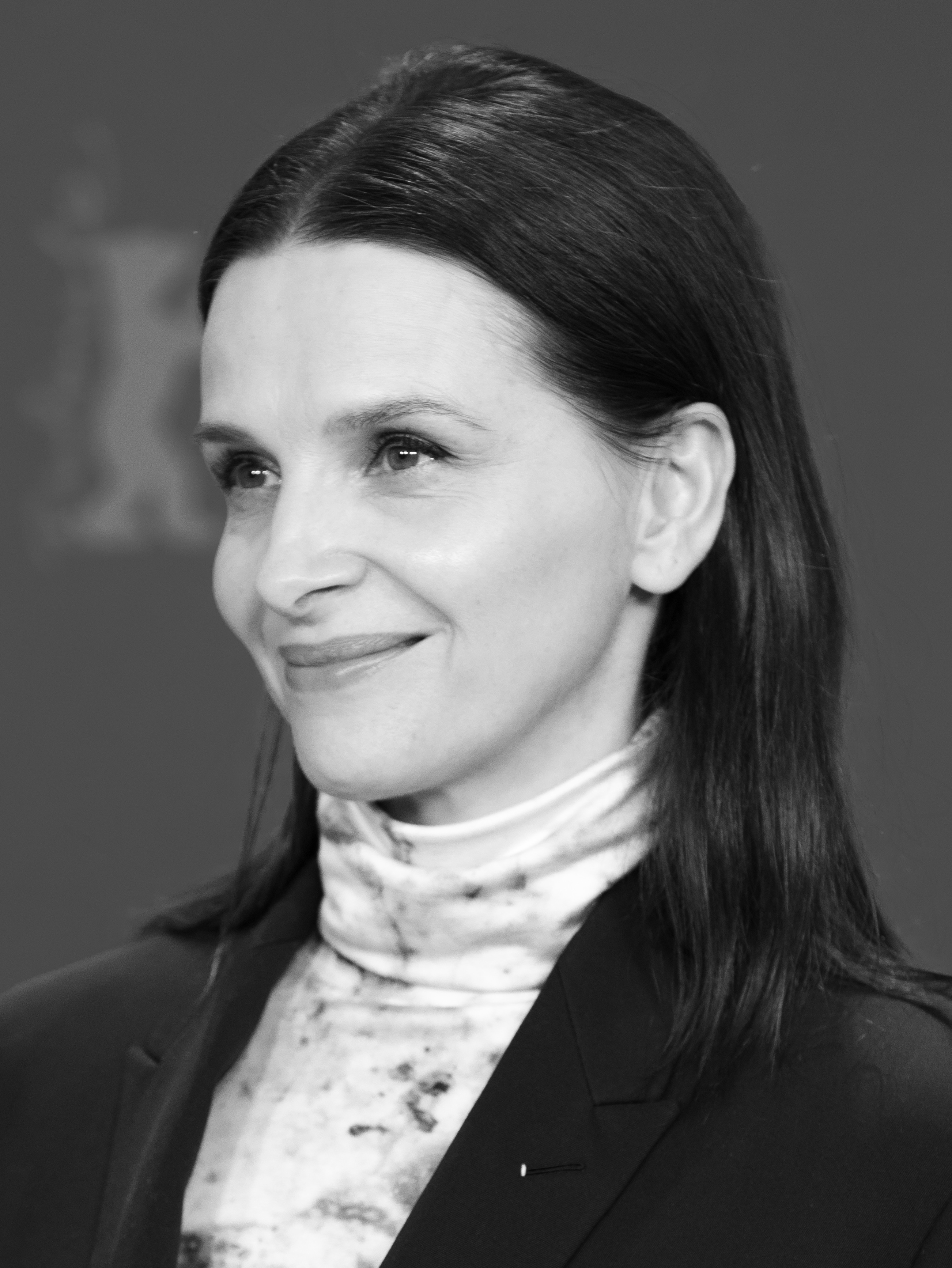
Juliette Binoche ha guanyat dos cops pels seus papers a Les Amants du Pont-Neuf (1991) i El pacient anglès (1996).

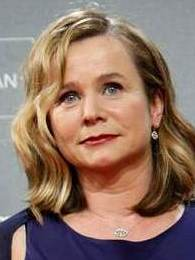
Emily Watson va guanyar pel seu paper a Breaking the Waves (1996).

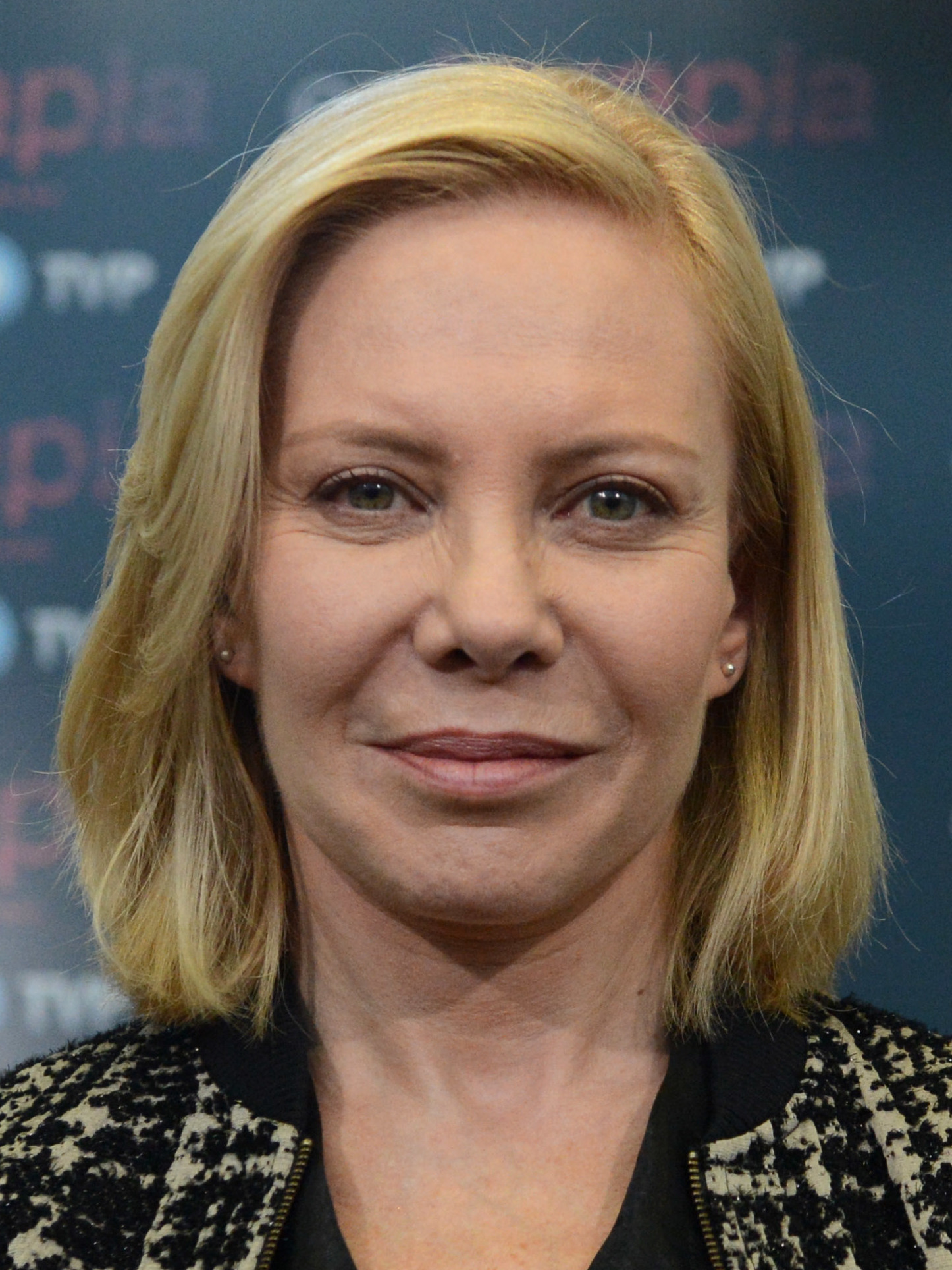
Cecilia Roth va guanyar pel seu paper a Todo sobre mi madre (1999).

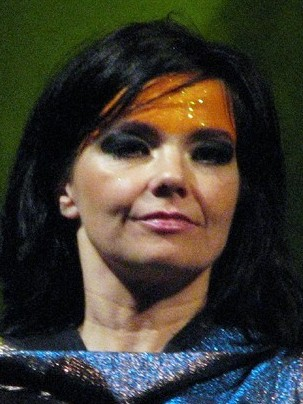
Björk va guanyar pel seu paper a Dancer in the Dark (2000).

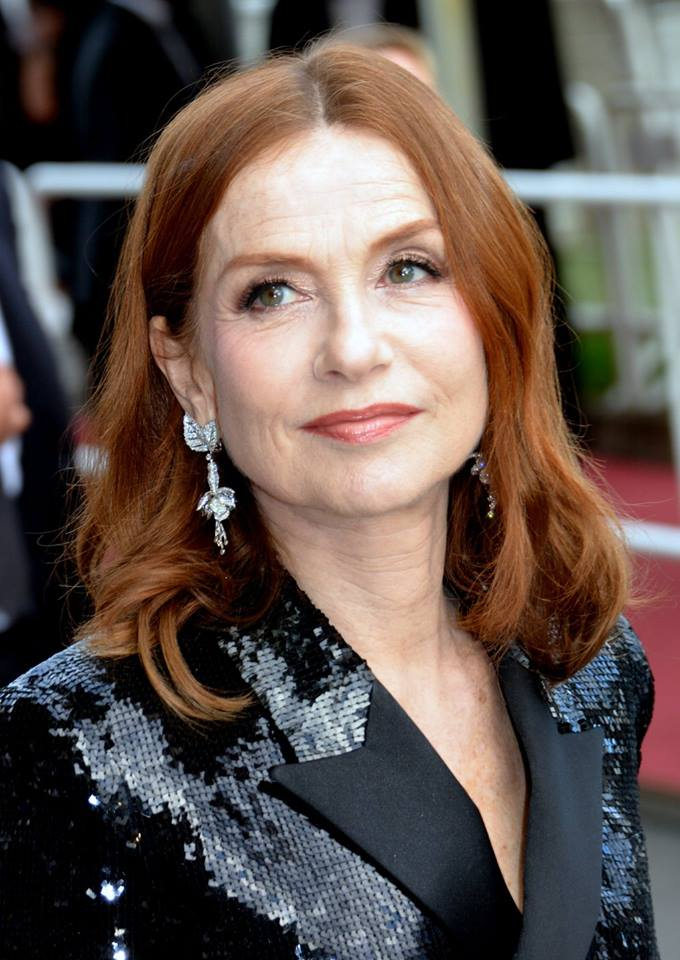
Isabelle Huppert va guanyar dos cops pels seus papers a La pianista (2001) i 8 femmes (2002).

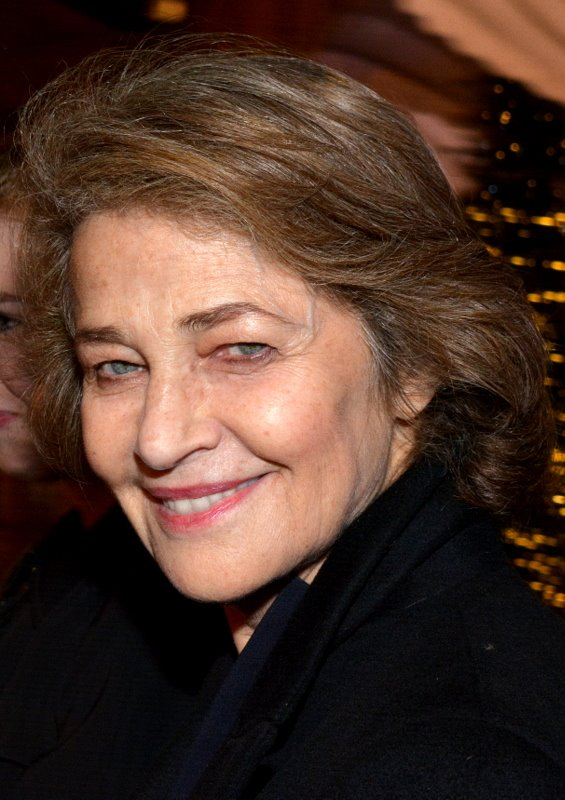
Charlotte Rampling va guanyar dos cops pels seus papers a La piscina (2003) i 45 Years (2015).

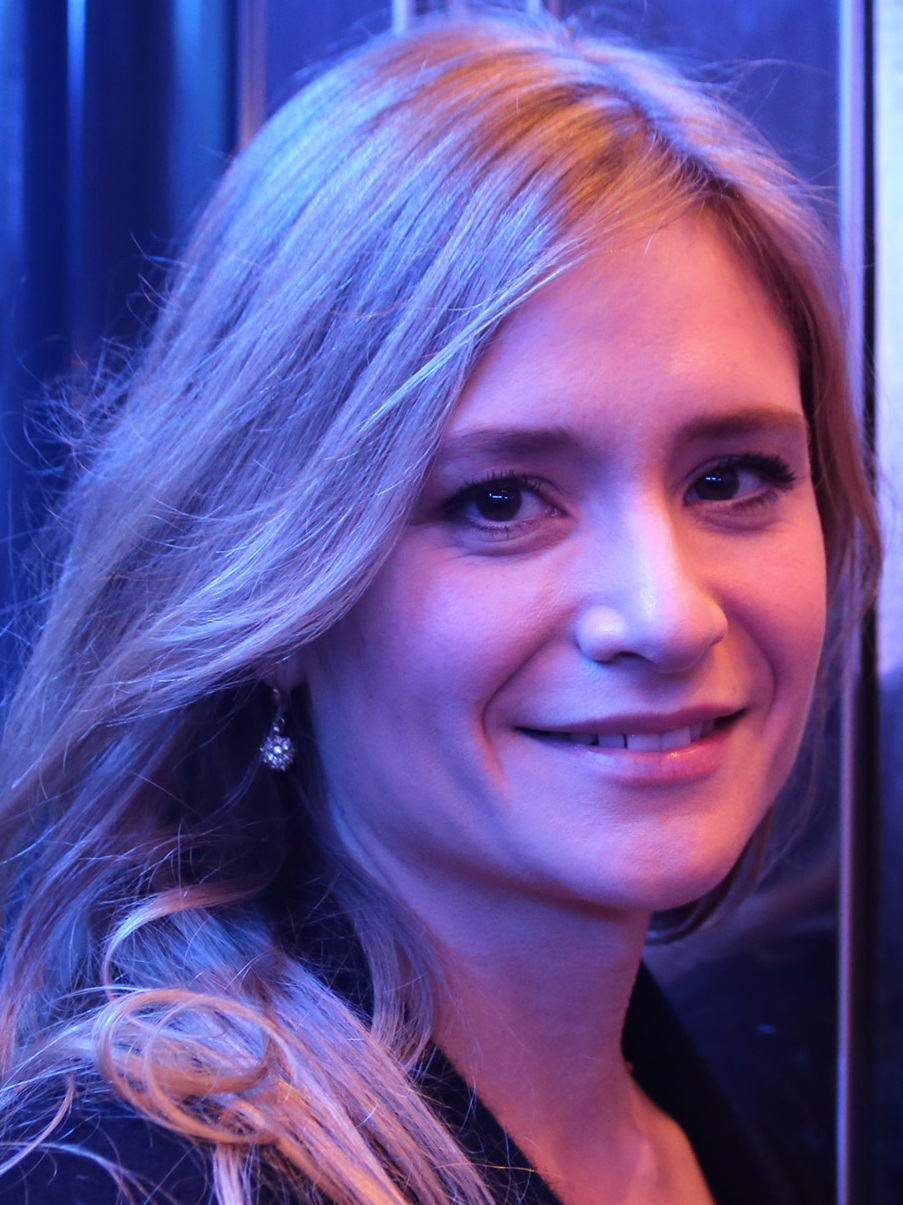
Julia Jentsch va guanyar pel seu paper a Sophie Scholl - Die letzten Tage (2005).

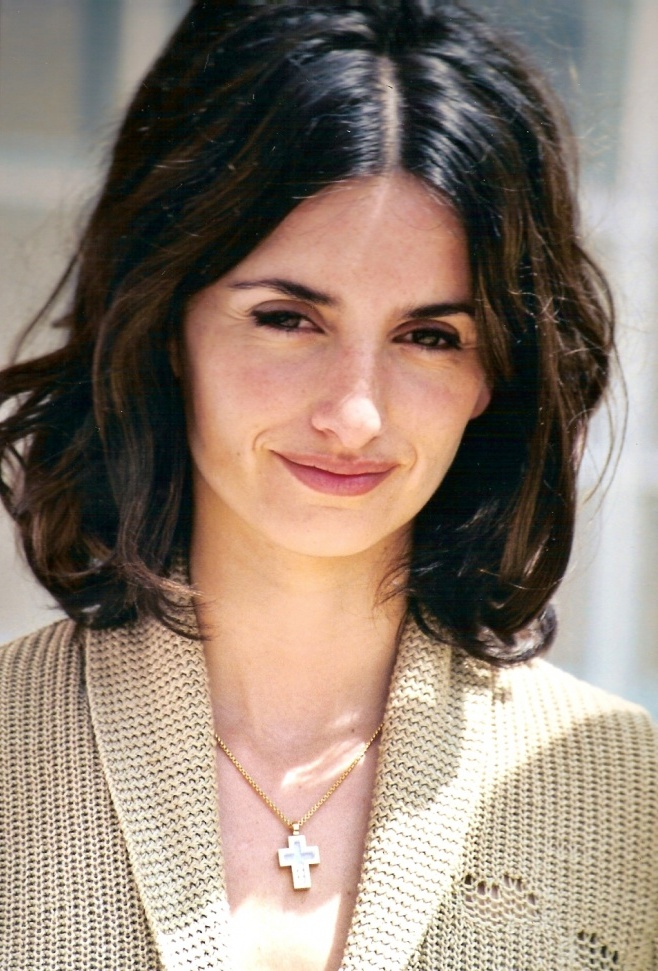
Penélope Cruz va guanyar pel seu paper a Volver (2006)

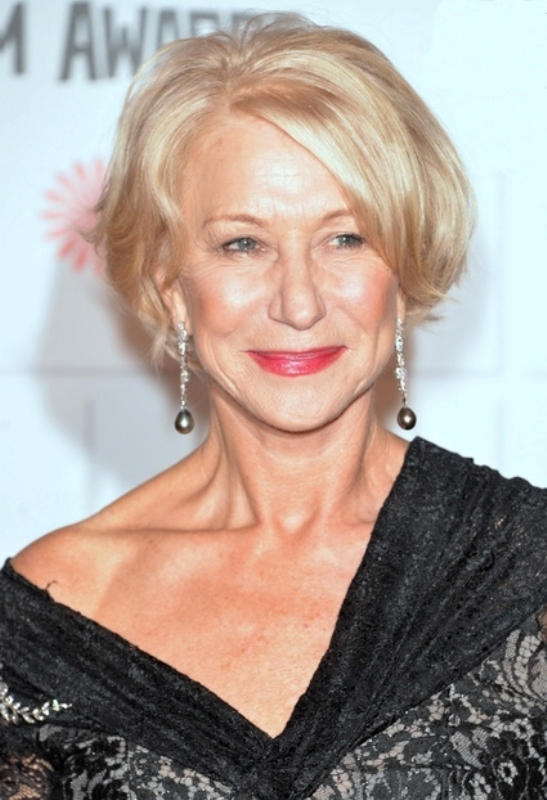
Helen Mirren pel seu retrat de la reina Elizabeth II a La reina (2006)

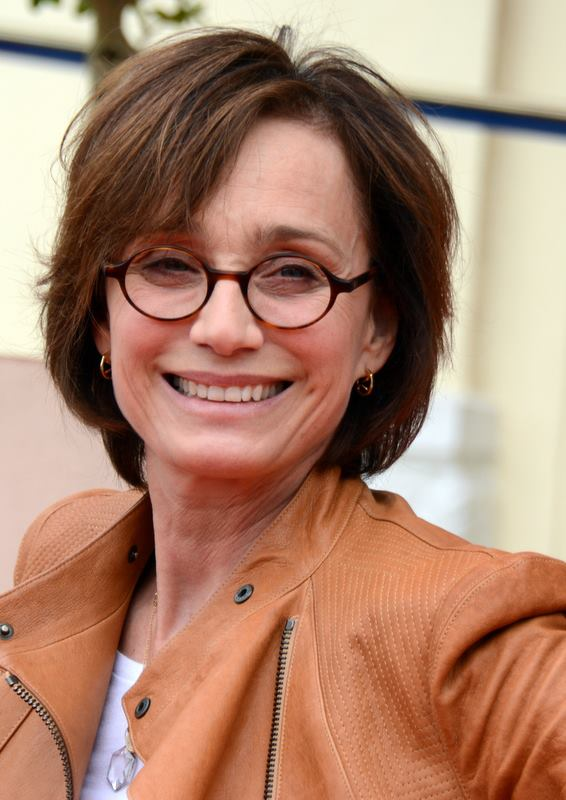
Kristin Scott Thomas va guanyar pel seu paper a Il y a longtemps que je t'aime (2008)

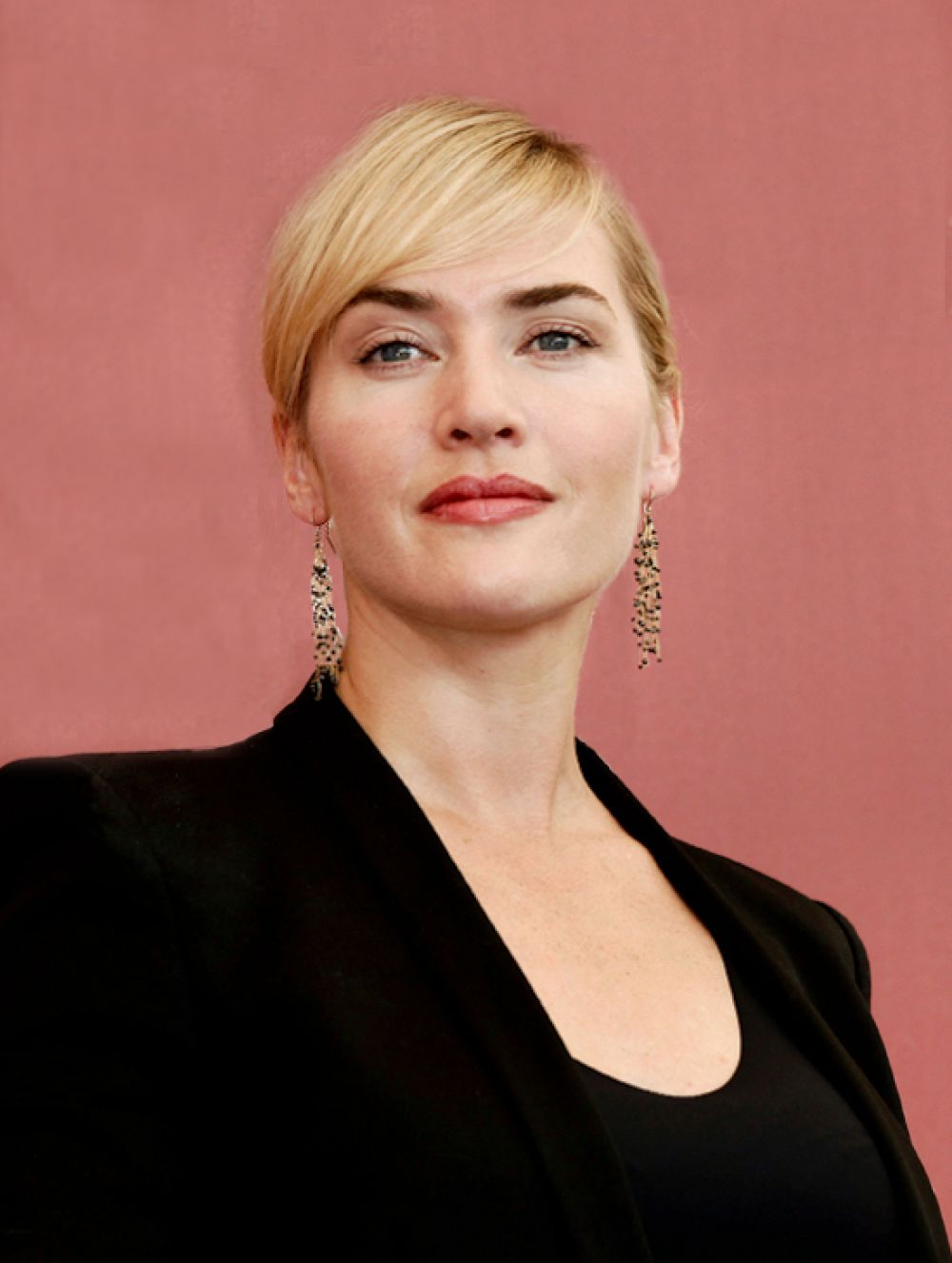
Kate Winslet va guanyar per la seva actuació a El lector (2008)

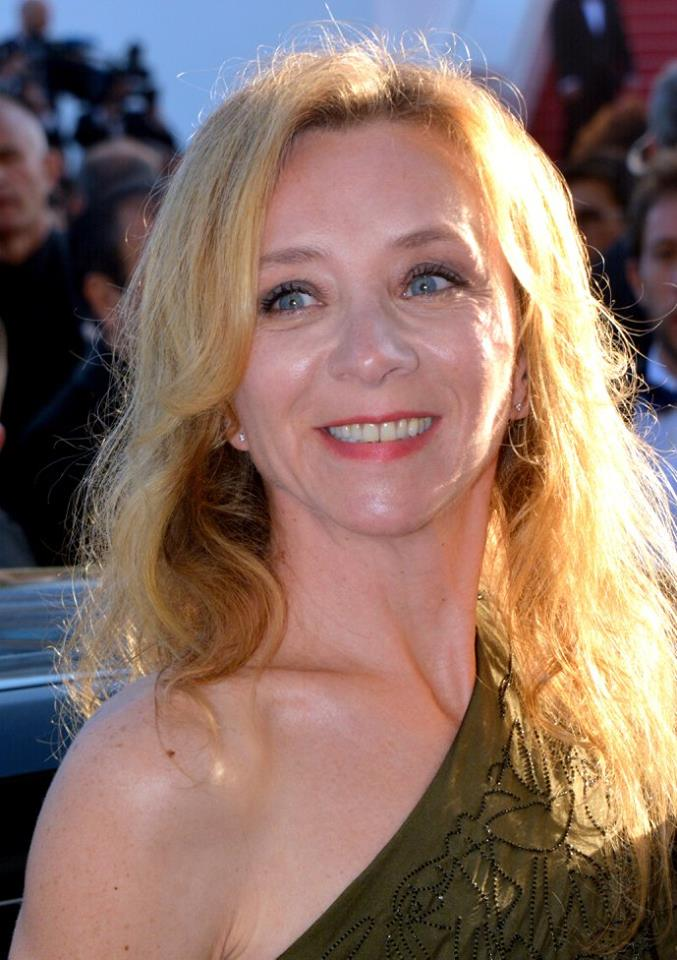
Sylvie Testud va guanyar pel seu paper a Lourdes (2009).

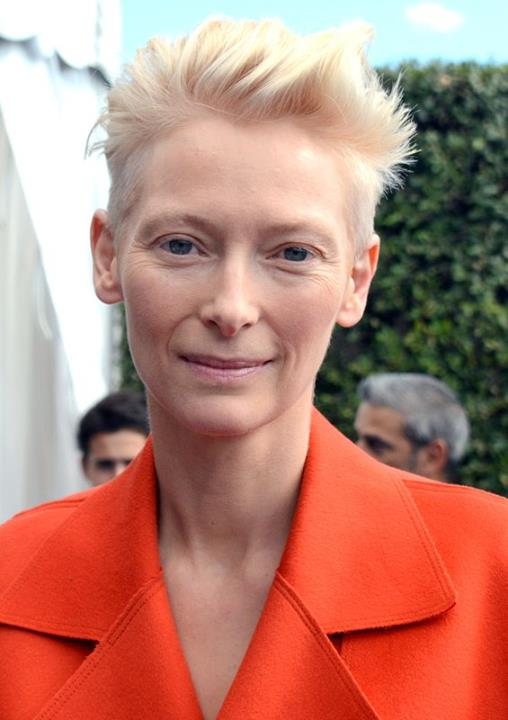
Tilda Swinton va guanyar pel seu paper a We Need to Talk About Kevin (2011).

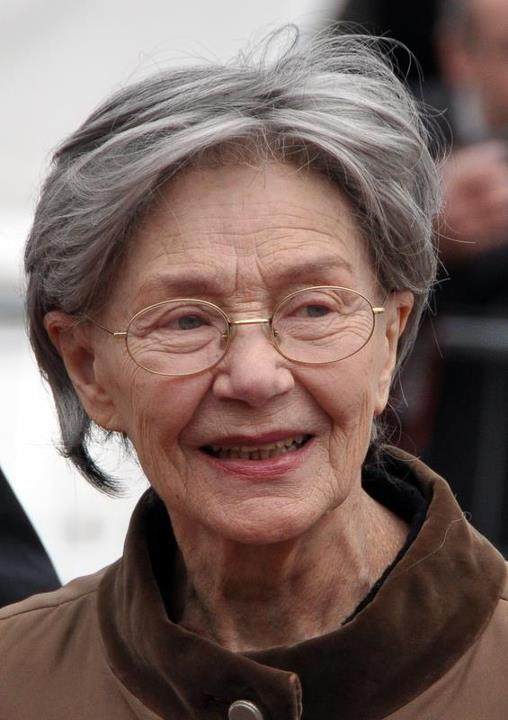
Emmanuelle Riva va guanyar pel seu paper a Amor (2012)

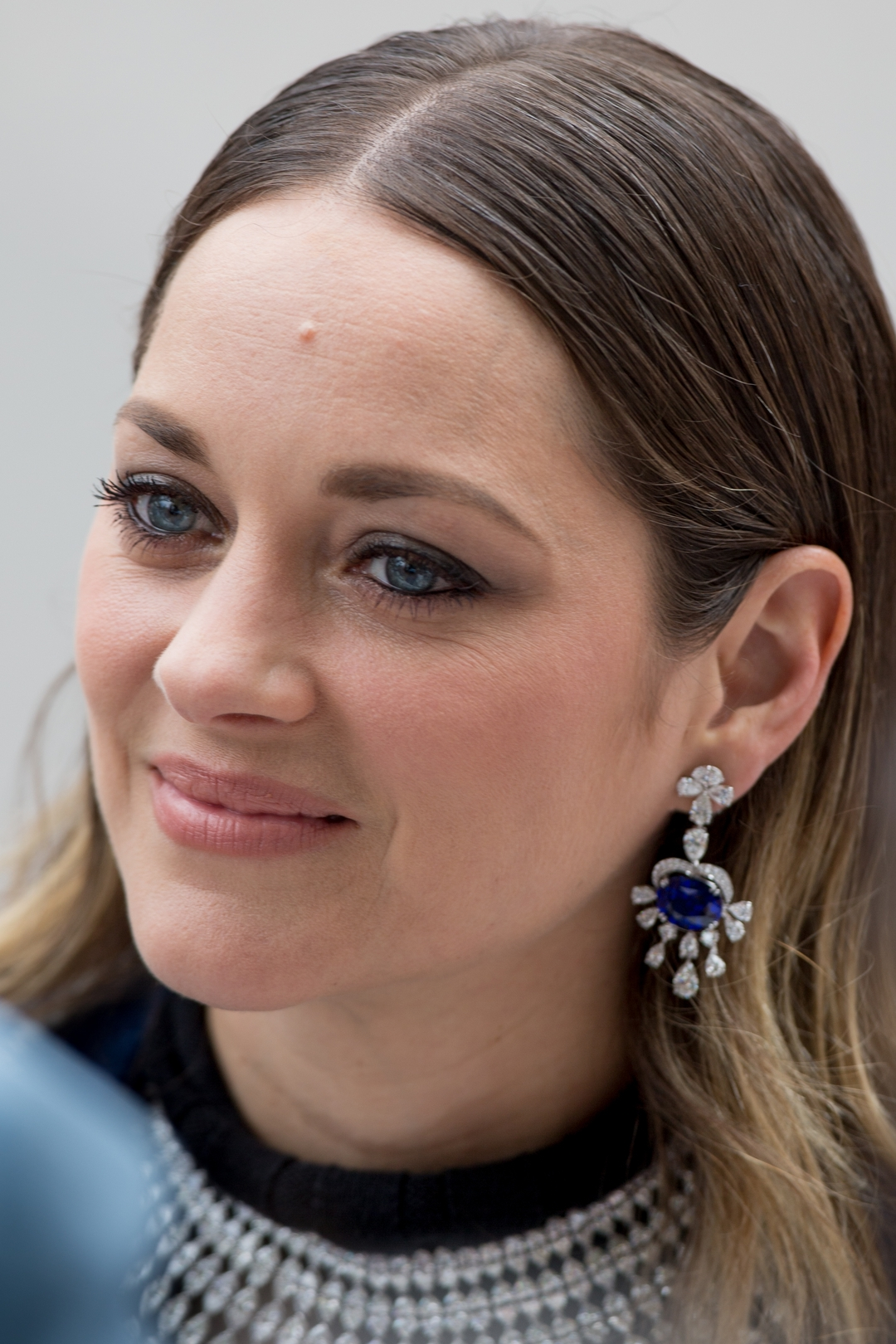
Marion Cotillard va guanyar pel seu paper a Dos dies, una nit (2014).

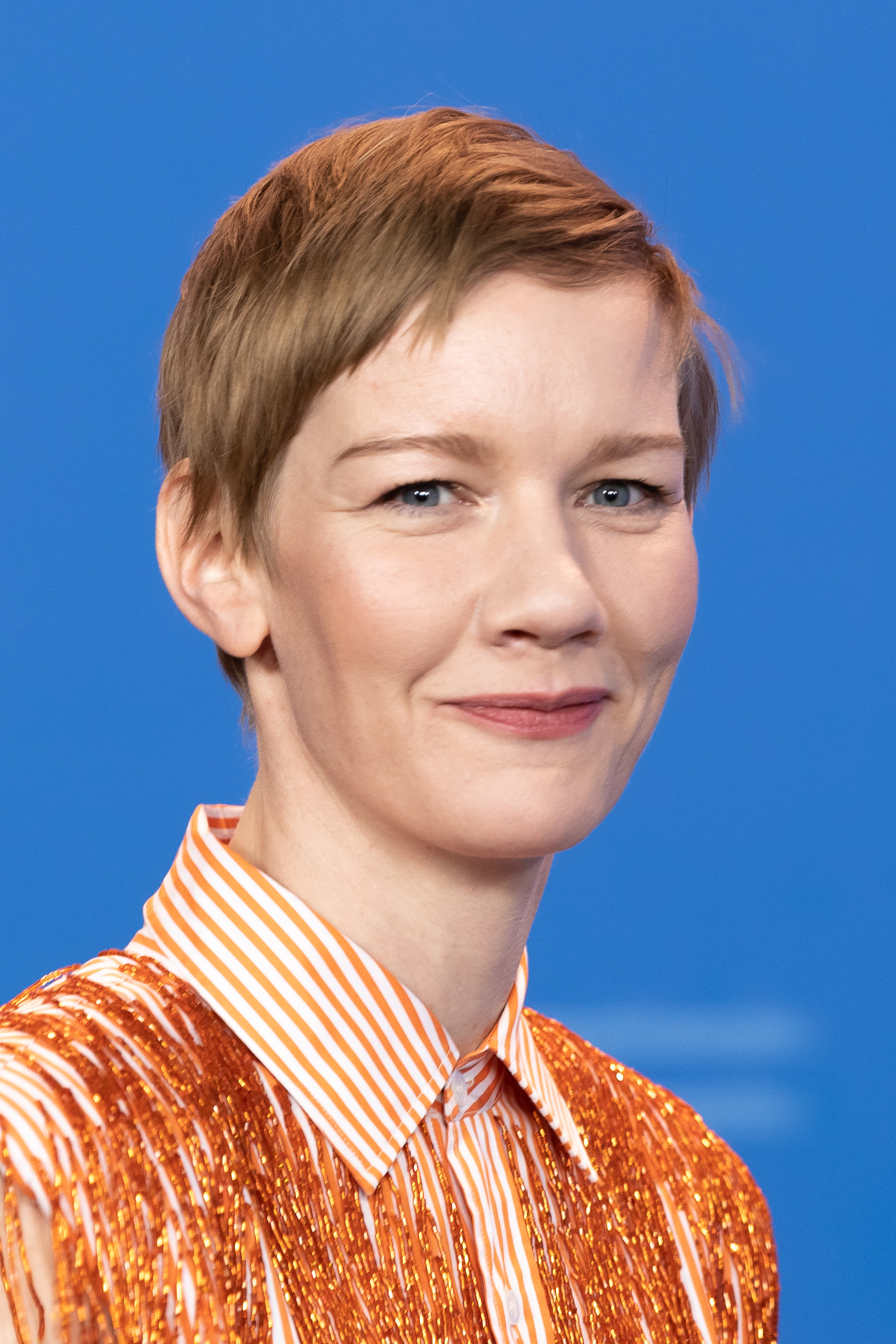
Sandra Hüller va guanyar pel seu paper a Toni Erdmann (2016).

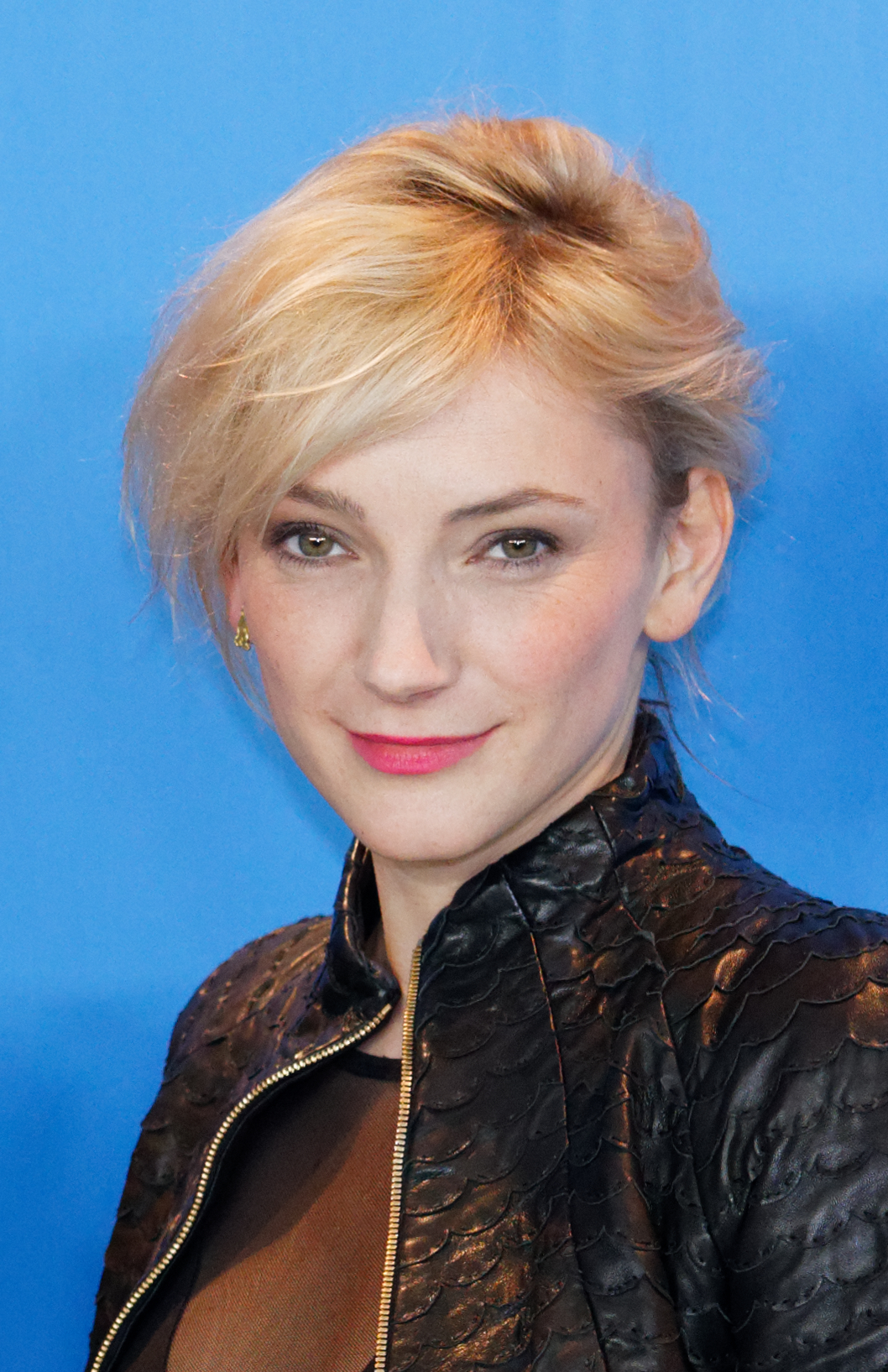
Alexandra Borbély va guanyar pel seu paper a Testről és Lélekről (2017).

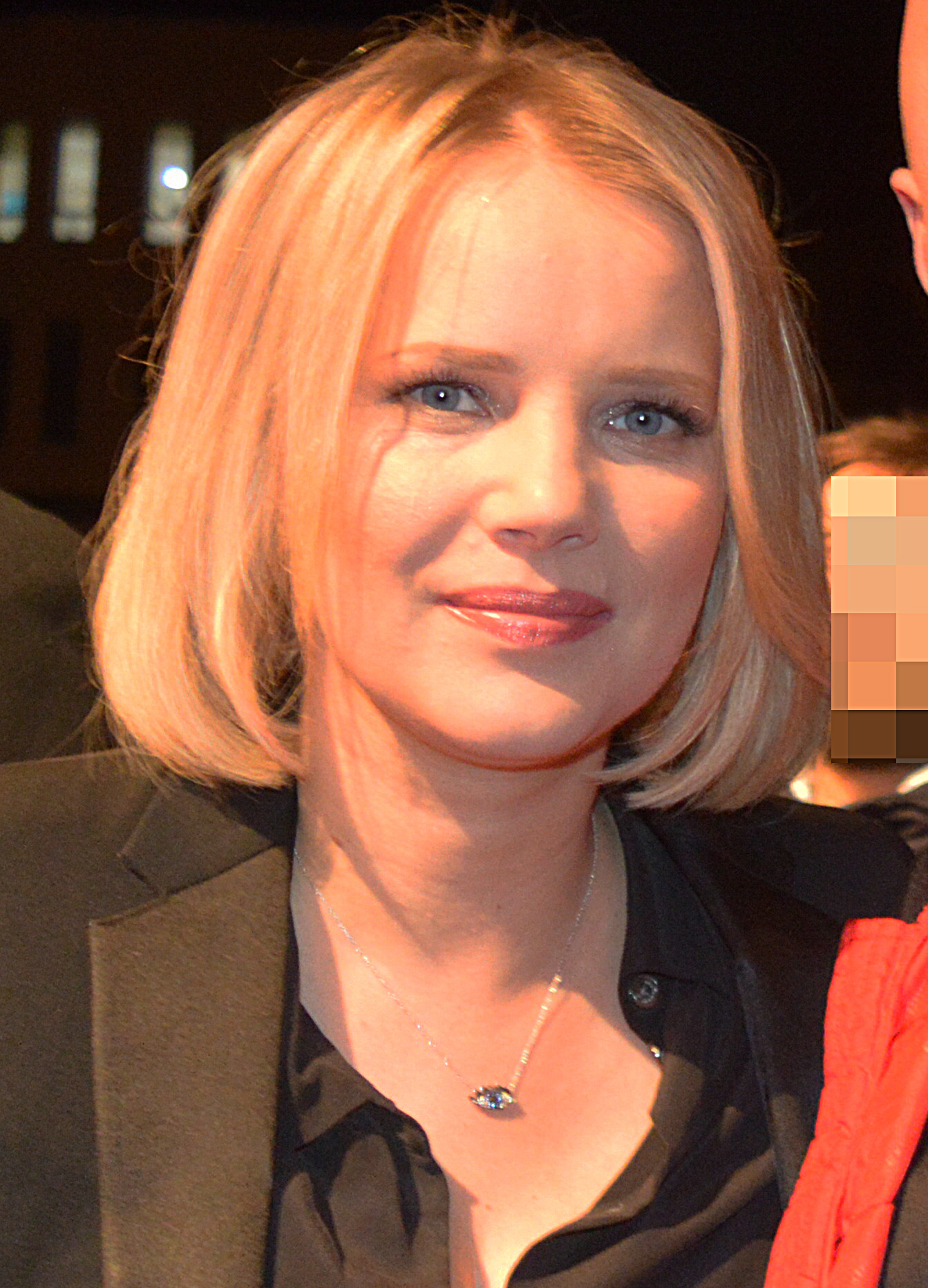
Joanna Kulig va guanyar pel seu paper a Zimna wojna (2018).

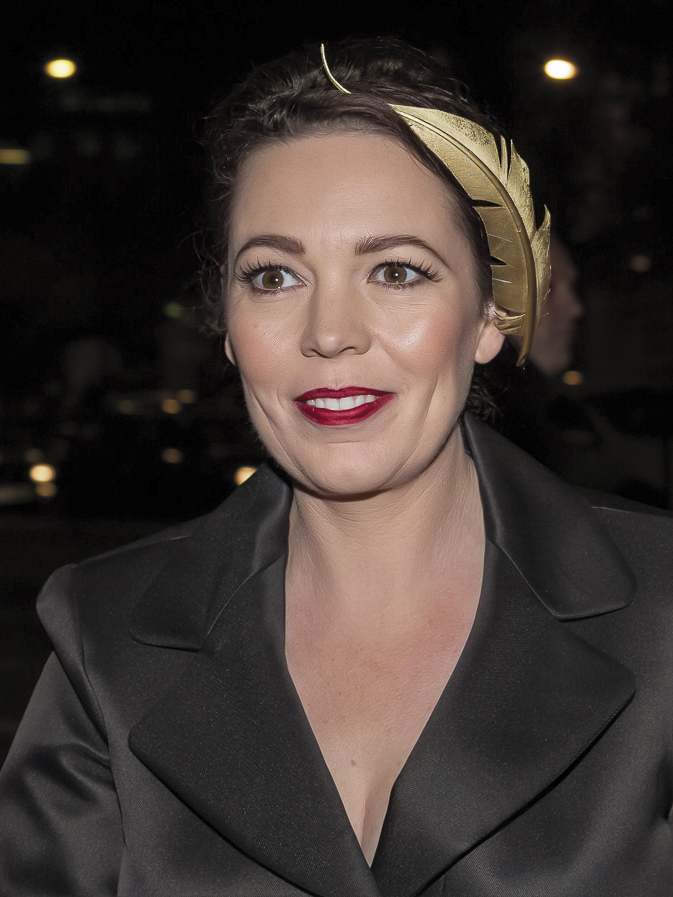
Olivia Colman va guanyar pel seu paper a The Favourite (2018).

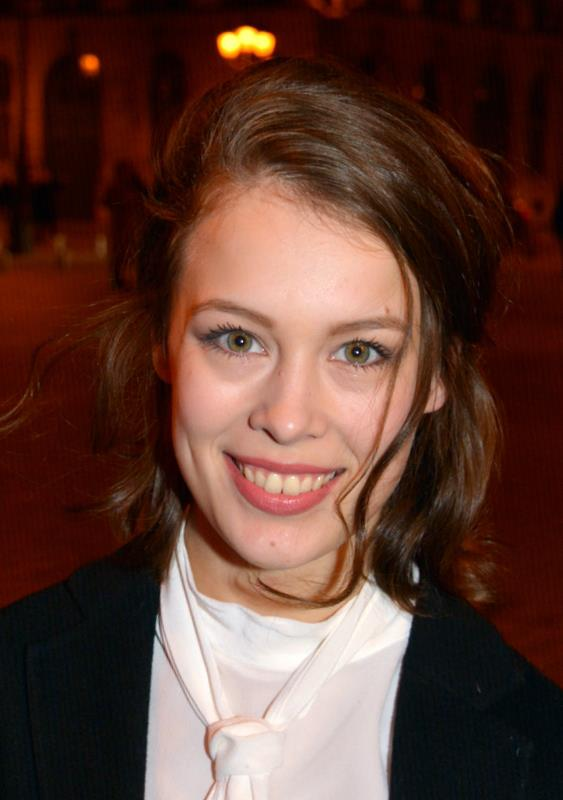
Paula Beer va guanyar pel seu paper a Undine Wibeau (2020).

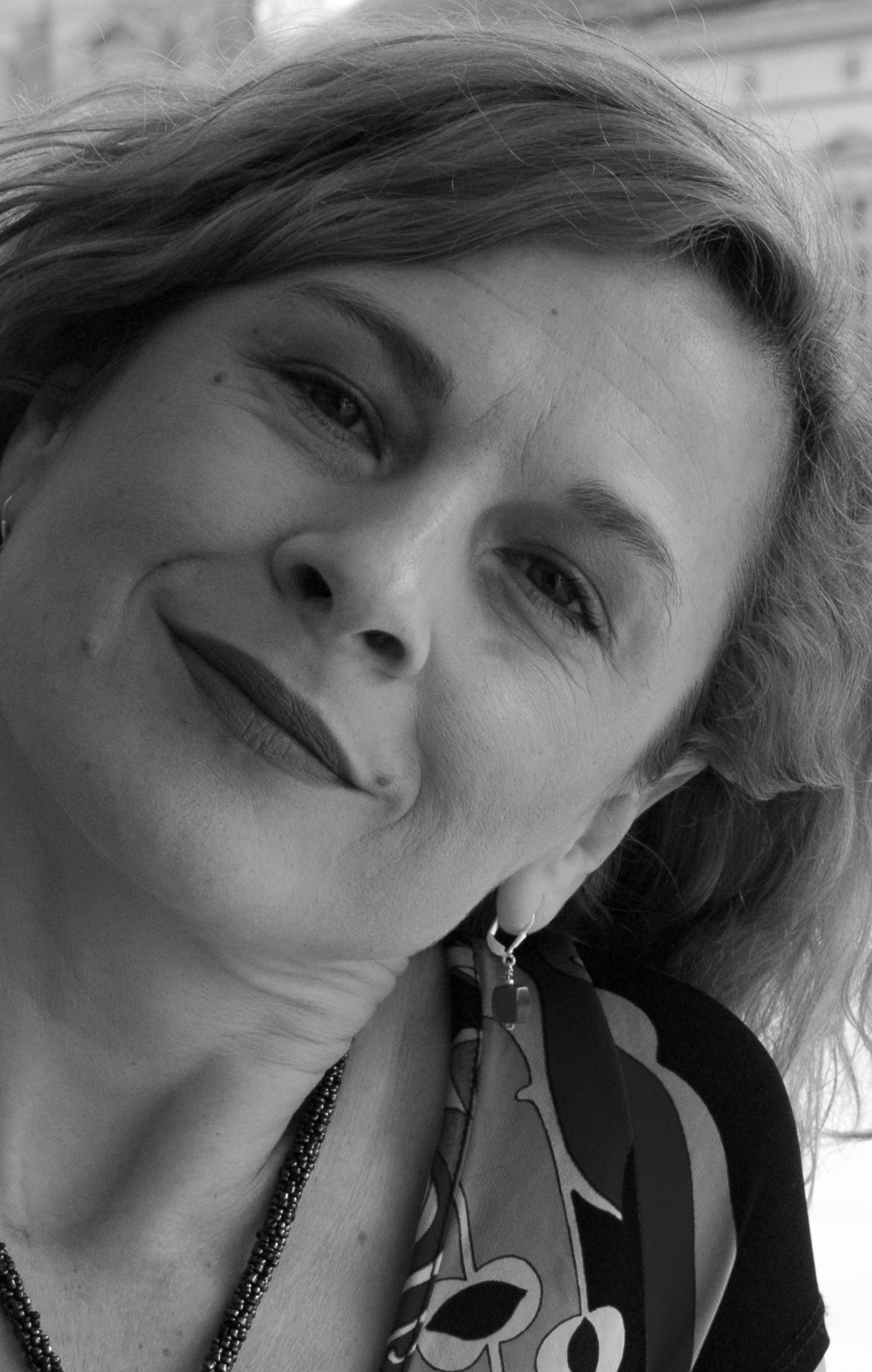
Jasna Đuričić va guanyar pel seu paper a Quo Vadis, Aida? (2021).

### 1980s
| Any        | Guanyadora i nominades | Títol                                    | Paper              | Ref   |
| ---------- | ---------------------- | ---------------------------------------- | ------------------ | ----- |
| 1988 (1rs) | Carmen Maura           | Mujeres al borde de un ataque de nervios | Pepa               | [ 1 ] |
| 1988 (1rs) | Tinna Gunnlaugsdóttir  | Í skugga hrafnsins                       | Isold              | [ 1 ] |
| 1988 (1rs) | Ornella Muti           | Codice privato                           | Anna               | [ 1 ] |
| 1988 (1rs) | Carol Scanlan          | Reefer and the Model                     | Teresa 'the Model' | [ 1 ] |
| 1989 (2ns) | Ruth Sheen             | High Hopes                               | Shirley            | [ 2 ] |
| 1989 (2ns) | Sabine Azéma           | La vida i res més                        | Irène de Courtil   | [ 2 ] |
| 1989 (2ns) | Snežana Bogdanović     | Kuduz                                    | Badema Kuduz       | [ 2 ] |
| 1989 (2ns) | Corinna Harfouch       | Treffen in Travers                       | Therese Forster    | [ 2 ] |
| 1989 (2ns) | Natalya Negoda         | Màlenkaia Vera/Ма́ленькая Ве́ра            | Vera               | [ 2 ] |

### 1990s
| Any         | Guanyadora i nominades           | Títol                                   | Paper                              | Ref    |
| ----------- | -------------------------------- | --------------------------------------- | ---------------------------------- | ------ |
| 1990 (3rs)  | Carmen Maura                     | ¡Ay Carmela!                            | Carmela                            | [ 3 ]  |
| 1990 (3rs)  | Anne Brochet                     | Cyrano de Bergerac                      | Roxane                             | [ 3 ]  |
| 1990 (3rs)  | Krystyna Janda                   | Przesłuchanie'                          | Antonina 'Tonia' Dziwisz           | [ 3 ]  |
| 1991 (4ts)  | Clotilde Courau                  | Le Petit Criminel                       | Nathalie                           | [ 4 ]  |
| 1991 (4ts)  | Julie Delpy                      | Homo Faber                              | Sabeth                             | [ 4 ]  |
| 1991 (4ts)  | Sigríður Hagalín                 | Börn náttúrunnar                        | Stella                             | [ 4 ]  |
| 1992 (5ns)  | Juliette Binoche                 | Les Amants du Pont-Neuf                 | Michèle                            | [ 5 ]  |
| 1992 (5ns)  | Johanna ter Steege               | Édes Emma, drága Böbe                   | Emma                               | [ 5 ]  |
| 1992 (5ns)  | Barbara Sukowa                   | Europa                                  | Katharina Hartmann                 | [ 5 ]  |
| 1993 (6ns)  | Maia Morgenstern                 | Balanța                                 | Nela                               | [ 6 ]  |
| 1993 (6ns)  | Carla Gravina                    | Il lungo silenzio                       | Carla Aldrovandi                   | [ 6 ]  |
| 1993 (6ns)  | Tilda Swinton                    | Orlando                                 | Orlando                            | [ 6 ]  |
| 1994 (7ns)  | No es van concedir               | No es van concedir                      | [ 7 ]                              |        |
| 1995 (8ns)  | No es van concedir               | No es van concedir                      | [ 8 ]                              |        |
| 1996 (9ns)  | Emily Watson                     | Breaking the Waves                      | Bess McNeill                       | [ 9 ]  |
| 1997 (10ns) | Juliette Binoche                 | El pacient anglès                       | Hana                               | [ 10 ] |
| 1997 (10ns) | Katrin Cartlidge                 | Career Girls                            | Hannah Mills                       | [ 10 ] |
| 1997 (10ns) | Brigitte Roüan                   | Post coïtum animal triste               | Diane Clovier                      | [ 10 ] |
| 1997 (10ns) | Emma Thompson                    | El convidat d'hivern                    | Frances                            | [ 10 ] |
| 1998 (11ns) | Elodie Bouchez · Natacha Régnier | La Vie rêvée des anges                  | Isabelle 'Isa' Tostin Marie Thomas | [ 11 ] |
| 1998 (11ns) | Dinara Drukarova                 | Pro uródov i liudei'/Про уродов и людей | Liza                               | [ 11 ] |
| 1998 (11ns) | Annet Malherbe                   | Kleine Teun                             | Keet                               | [ 11 ] |
| 1999 (12ns) | Cecilia Roth                     | Todo sobre mi madre                     | Manuela Echevarria                 | [ 12 ] |
| 1999 (12ns) | Nathalie Baye                    | Une liaison pornographique              | Ella                               | [ 12 ] |
| 1999 (12ns) | Penélope Cruz                    | La niña de tus ojos                     | Macarena Granada                   | [ 12 ] |
| 1999 (12ns) | Emilie Dequenne                  | Rosetta                                 | Rosetta                            | [ 12 ] |
| 1999 (12ns) | Iben Hjejle                      | Mifunes sidste sang                     | Liva                               | [ 12 ] |

### 2000s
| Any         | Guanyadora i nominades | Títol                                | Paper                                                              | Ref           |
| ----------- | --- | ------------------------------------ | ------------------------------------------------------------------ | ------------- |
| 2000 (13ns) | Björk | Dancer in the Dark                   | Selma Ježková                                                      | [ 13 ] [ 14 ] |
| 2000 (13ns) | Bibiana Beglau | Die Stille nach dem Schuß            | Rita Vogt                                                          | [ 13 ] [ 14 ] |
| 2000 (13ns) | Lena Endre | Trolösa                              | Marianne                                                           | [ 13 ] [ 14 ] |
| 2000 (13ns) | Sylvie Testud | La Captive                           | Ariane                                                             | [ 13 ] [ 14 ] |
| 2000 (13ns) | Julie Walters | Billy Elliot                         | Sandra Wilkinson                                                   | [ 13 ] [ 14 ] |
| 2001 (14ns) | Isabelle Huppert | La pianista                          | Erika Kohut                                                        | [ 15 ] [ 16 ] |
| 2001 (14ns) | Ariane Ascaride | La ville est tranquille              | Michèle                                                            | [ 15 ] [ 16 ] |
| 2001 (14ns) | Laura Morante | L'habitació del fill                 | Paola                                                              | [ 15 ] [ 16 ] |
| 2001 (14ns) | Charlotte Rampling | Sous le sable                        | Marie Drillon                                                      | [ 15 ] [ 16 ] |
| 2001 (14ns) | Stefania Sandrelli | L'últim petó                         | Anna                                                               | [ 15 ] [ 16 ] |
| 2001 (14ns) | Audrey Tautou | Amélie                               | Amélie Poulain                                                     | [ 15 ] [ 16 ] |
| 2002 (15ns) | Catherine Deneuve · Isabelle Huppert · Emmanuelle Béart · Fanny Ardant · Virginie Ledoyen · Danielle Darrieux · Ludivine Sagnier · Firmine Richard | 8 femmes                             | Gaby Augustine Louise Pierrette Suzon Mamy Catherine Madame Chanel | [ 17 ] [ 18 ] |
| 2002 (15ns) | Oksana Akinshina | Lilja 4-Ever                         | Lilya Michailova                                                   | [ 17 ] [ 18 ] |
| 2002 (15ns) | Emmanuelle Devos | Llegeix-me els llavis                | Carla Behm                                                         | [ 17 ] [ 18 ] |
| 2002 (15ns) | Martina Gedeck | Bella Martha                         | Martha Klein                                                       | [ 17 ] [ 18 ] |
| 2002 (15ns) | Laura Morante | Un viaggio chiamato amore            | Sibilla Aleramo                                                    | [ 17 ] [ 18 ] |
| 2002 (15ns) | Samantha Morton | Morvern Callar                       | Morvern Callar                                                     | [ 17 ] [ 18 ] |
| 2002 (15ns) | Kati Outinen | Mies vailla menneisyyttä             | Irma                                                               | [ 17 ] [ 18 ] |
| 2003 (16ns) | Charlotte Rampling | La piscina                           | Sarah Morton                                                       | [ 19 ] [ 20 ] |
| 2003 (16ns) | Diana Dumbrava | Maria                                | Maria                                                              | [ 19 ] [ 20 ] |
| 2003 (16ns) | Helen Mirren | Calendar Girls                       | Chris Harper                                                       | [ 19 ] [ 20 ] |
| 2003 (16ns) | Anne Reid | The Mother                           | May                                                                | [ 19 ] [ 20 ] |
| 2003 (16ns) | Katja Riemann | Rosenstrasse                         | Lena Fischer                                                       | [ 19 ] [ 20 ] |
| 2003 (16ns) | Katrin Sass | Good Bye, Lenin!                     | Christiane Kerner                                                  | [ 19 ] [ 20 ] |
| 2004 (17ns) | Imelda Staunton | Vera Drake                           | Vera Drake                                                         | [ 21 ] [ 22 ] |
| 2004 (17ns) | / Sarah Adler | Notre musique                        | Judith Lerner                                                      | [ 21 ] [ 22 ] |
| 2004 (17ns) | / Valeria Bruni Tedeschi | 5x2                                  | Marion                                                             | [ 21 ] [ 22 ] |
| 2004 (17ns) | Penélope Cruz | Non ti muovere                       | Italia                                                             | [ 21 ] [ 22 ] |
| 2004 (17ns) | Sibel Kekilli | Gegen die Wand                       | Sibel Güner                                                        | [ 21 ] [ 22 ] |
| 2004 (17ns) | Asi Levi | Avanim                               | Michale                                                            | [ 21 ] [ 22 ] |
| 2005 (18ns) | Julia Jentsch | Sophie Scholl - Die letzten Tage     | Sophia Magdalena 'Sophie' Scholl                                   | [ 23 ] [ 24 ] |
| 2005 (18ns) | Juliette Binoche | Caché                                | Anne Laurent                                                       | [ 23 ] [ 24 ] |
| 2005 (18ns) | Sandra Ceccarelli | La vita che vorrei                   | Laura / Eleonora                                                   | [ 23 ] [ 24 ] |
| 2005 (18ns) | Natalie Press | My Summer of Love                    | Mona                                                               | [ 23 ] [ 24 ] |
| 2005 (18ns) | Connie Nielsen | Brødre                               | Sarah                                                              | [ 23 ] [ 24 ] |
| 2005 (18ns) | Judi Dench · Maggie Smith | L'última primavera                   | Ursula Widdington Janet Widdington                                 | [ 23 ] [ 24 ] |
| 2005 (18ns) | Audrey Tautou | Llarg diumenge de festeig            | Mathilde Donnay                                                    | [ 23 ] [ 24 ] |
| 2006 (19ns) | Penélope Cruz | Volver                               | Raimunda                                                           | [ 25 ] [ 26 ] |
| 2006 (19ns) | Nathalie Baye | Le petit lieutenant                  | Caroline Vaudieu                                                   | [ 25 ] [ 26 ] |
| 2006 (19ns) | Martina Gedeck | La vida dels altres                  | Christa-Maria Sieland                                              | [ 25 ] [ 26 ] |
| 2006 (19ns) | Sandra Hüller | Requiem                              | Michaela Klingler                                                  | [ 25 ] [ 26 ] |
| 2006 (19ns) | Mirjana Karanović | Grbavica                             | Esma Halilović                                                     | [ 25 ] [ 26 ] |
| 2006 (19ns) | Sarah Polley | La vida secreta de les paraules      | Hanna                                                              | [ 25 ] [ 26 ] |
| 2007 (20ns) | Helen Mirren | La reina                             | Queen Elizabeth II                                                 | [ 27 ] [ 28 ] |
| 2007 (20ns) | Marion Cotillard | La vida en rosa                      | Édith Piaf                                                         | [ 27 ] [ 28 ] |
| 2007 (20ns) | Marianne Faithfull | Irina Palm                           | Maggie                                                             | [ 27 ] [ 28 ] |
| 2007 (20ns) | Carice van Houten | El llibre negre                      | Rachel Stein                                                       | [ 27 ] [ 28 ] |
| 2007 (20ns) | Anamaria Marinca | 4 luni, 3 saptamini si 2 zile        | Otilia Mihartescu                                                  | [ 27 ] [ 28 ] |
| 2007 (20ns) | Kseniya Rappoport | La sconosciuta                       | Irena                                                              | [ 27 ] [ 28 ] |
| 2008 (21ns) | / Kristin Scott Thomas | Il y a longtemps que je t'aime       | Juliette Fontaine                                                  | [ 29 ] [ 30 ] |
| 2008 (21ns) | / Hiam Abbass | Etz Limon                            | Salma Zidane                                                       | [ 29 ] [ 30 ] |
| 2008 (21ns) | / Arta Dobroshi | Le Silence de Lorna                  | Lorna                                                              | [ 29 ] [ 30 ] |
| 2008 (21ns) | Sally Hawkins | Happy-Go-Lucky                       | Pauline "Poppy" Cross                                              | [ 29 ] [ 30 ] |
| 2008 (21ns) | Belén Rueda | L'orfenat                            | Laura                                                              | [ 29 ] [ 30 ] |
| 2008 (21ns) | Ursula Werner | Wolke 9                              | Inge                                                               | [ 29 ] [ 30 ] |
| 2009 (22ns) | Kate Winslet | El lector                            | Hanna Schmitz                                                      | [ 31 ] [ 32 ] |
| 2009 (22ns) | Penélope Cruz | Los abrazos rotos                    | Magdalena "Lena" Rivas                                             | [ 31 ] [ 32 ] |
| 2009 (22ns) | / Charlotte Gainsbourg | Antichrist                           | Ella                                                               | [ 31 ] [ 32 ] |
| 2009 (22ns) | Katie Jarvis | Fish Tank                            | Mia Williams                                                       | [ 31 ] [ 32 ] |
| 2009 (22ns) | Yolande Moreau | Séraphine                            | Séraphine Louis                                                    | [ 31 ] [ 32 ] |
| 2009 (22ns) | Noomi Rapace | Els homes que no estimaven les dones | Lisbeth Salander                                                   | [ 31 ] [ 32 ] |

### 2010s
| Any         | Guanyadora i nominades        | Títol                       | Paper                               | Ref           |
| ----------- | ----------------------------- | --------------------------- | ----------------------------------- | ------------- |
| 2010 (23ns) | Sylvie Testud                 | Lourdes                     | Christine                           | [ 33 ] [ 34 ] |
| 2010 (23ns) | Zrinka Cvitešić               | Na putu                     | Luna                                | [ 33 ] [ 34 ] |
| 2010 (23ns) | Sibel Kekilli                 | Die Fremde                  | Umay                                | [ 33 ] [ 34 ] |
| 2010 (23ns) | Lesley Manville               | Un altre any                | Mary Smith                          | [ 33 ] [ 34 ] |
| 2010 (23ns) | Lotte Verbeek                 | Nothing Personal            | Annie                               | [ 33 ] [ 34 ] |
| 2011 (24ns) | Tilda Swinton                 | We Need to Talk About Kevin | Eva Khatchadourian                  | [ 35 ] [ 36 ] |
| 2011 (24ns) | Cécile de France              | El nen de la bicicleta      | Samantha                            | [ 35 ] [ 36 ] |
| 2011 (24ns) | / Kirsten Dunst               | Melancolia                  | Justine                             | [ 35 ] [ 36 ] |
| 2011 (24ns) | / Charlotte Gainsbourg        | Melancolia                  | Claire                              | [ 35 ] [ 36 ] |
| 2011 (24ns) | Nadejda Markina               | Elena                       | Елена                               | [ 35 ] [ 36 ] |
| 2012 (25ns) | Emmanuelle Riva               | Amor                        | Anne Laurent                        | [ 37 ] [ 38 ] |
| 2012 (25ns) | Émilie Dequenne               | À perdre la raison          | Murielle                            | [ 37 ] [ 38 ] |
| 2012 (25ns) | Nina Hoss                     | Barbara                     | Barbara Wolff                       | [ 37 ] [ 38 ] |
| 2012 (25ns) | Margarethe Tiesel             | Paradise: Love              | Teresa                              | [ 37 ] [ 38 ] |
| 2012 (25ns) | Kate Winslet                  | Un déu salvatge             | Nancy Cowan                         | [ 37 ] [ 38 ] |
| 2013 (26ns) | Veerle Baetens                | Alabama Monroe              | Elise Vandevelde / Alabama          | [ 39 ] [ 40 ] |
| 2013 (26ns) | Luminița Gheorghiu            | Poziţia copilului           | Cornelia Keneres                    | [ 39 ] [ 40 ] |
| 2013 (26ns) | Keira Knightley               | Anna Karenina               | Anna Arkadievna Karenina            | [ 39 ] [ 40 ] |
| 2013 (26ns) | Barbara Sukowa                | Hannah Arendt               | Hannah Arendt                       | [ 39 ] [ 40 ] |
| 2013 (26ns) | / Naomi Watts                 | The Impossible              | María                               | [ 39 ] [ 40 ] |
| 2014 (27ns) | Marion Cotillard              | Dos dies, una nit           | Sandra Bya                          | [ 41 ] [ 42 ] |
| 2014 (27ns) | Marian Álvarez                | La herida                   | Ana                                 | [ 41 ] [ 42 ] |
| 2014 (27ns) | / Charlotte Gainsbourg        | Nymphomaniac                | Joe                                 | [ 41 ] [ 42 ] |
| 2014 (27ns) | / Valeria Bruni Tedeschi      | Il capitale humano          | Carla Bernaschi                     | [ 41 ] [ 42 ] |
| 2014 (27ns) | Agata Kulesza                 | Ida                         | Wanda Gruz                          | [ 41 ] [ 42 ] |
| 2014 (27ns) | Agata Trzebuchowska           | Ida                         | Anna / Ida Lebenstein               | [ 41 ] [ 42 ] |
| 2015 (28ns) | Charlotte Rampling            | 45 Years                    | Kate Mercer                         | [ 43 ] [ 44 ] |
| 2015 (28ns) | Margherita Buy                | Mia Madre                   | Margherita                          | [ 43 ] [ 44 ] |
| 2015 (28ns) | Laia Costa                    | Victoria                    | Victoria                            | [ 43 ] [ 44 ] |
| 2015 (28ns) | Alicia Vikander               | Ex Machina                  | Ava                                 | [ 43 ] [ 44 ] |
| 2015 (28ns) | / Rachel Weisz                | Youth - La giovinezza       | Lena Ballinger                      | [ 43 ] [ 44 ] |
| 2016 (29ns) | Sandra Hüller                 | Toni Erdmann                | Ines Conradi                        | [ 45 ] [ 46 ] |
| 2016 (29ns) | Valeria Bruni Tedeschi        | La pazza gioia              | Beatrice Morandini Valdirana        | [ 45 ] [ 46 ] |
| 2016 (29ns) | Trine Dyrholm                 | Kollektivet                 | Anna                                | [ 45 ] [ 46 ] |
| 2016 (29ns) | Isabelle Huppert              | Elle                        | Michèle Leblanc                     | [ 45 ] [ 46 ] |
| 2016 (29ns) | Emma Suárez · Adriana Ugarte  | Julieta                     | Julieta Arcos Younger Julieta Arcos | [ 45 ] [ 46 ] |
| 2017 (30ns) | Alexandra Borbély             | Testről és lélekről         | Mária                               | [ 47 ] [ 48 ] |
| 2017 (30ns) | Juliette Binoche              | Un beau soleil intérieur    | Isabelle                            | [ 47 ] [ 48 ] |
| 2017 (30ns) | Paula Beer                    | Frantz                      | Anna                                | [ 47 ] [ 48 ] |
| 2017 (30ns) | Isabelle Huppert              | Happy End                   | Anne Laurent                        | [ 47 ] [ 48 ] |
| 2017 (30ns) | Florence Pugh                 | Lady Macbeth                | Katherine Lester                    | [ 47 ] [ 48 ] |
| 2018 (31ns) | Joanna Kulig                  | Zimna wojna                 | Zuzanna "Zula" Lichoń               | [ 49 ] [ 50 ] |
| 2018 (31ns) | Marie Bäumer                  | 3 Tage in Quiberon          | Romy Schneider                      | [ 49 ] [ 50 ] |
| 2018 (31ns) | Halldóra Geirharðsdóttir      | La dona de la muntanya      | Halla                               | [ 49 ] [ 50 ] |
| 2018 (31ns) | Bárbara Lennie                | Petra                       | Petra                               | [ 49 ] [ 50 ] |
| 2018 (31ns) | Eva Melander                  | Gräns'                      | Tina                                | [ 49 ] [ 50 ] |
| 2018 (31ns) | Alba Rohrwacher               | Lazzaro felice              | Antonia                             | [ 49 ] [ 50 ] |
| 2019 (32ns) | Olivia Colman                 | The Favourite               | Reina Anna                          | [ 51 ] [ 52 ] |
| 2019 (32ns) | Trine Dyrholm                 | Reina de cors               | Anne                                | [ 51 ] [ 52 ] |
| 2019 (32ns) | Adèle Haenel · Noémie Merlant | Retrat d'una dona en flames | Héloïse Marianne                    | [ 51 ] [ 52 ] |
| 2019 (32ns) | Viktoria Miroixnitxenko       | Dilda/Дылда                 |                                     | [ 51 ] [ 52 ] |
| 2019 (32ns) | Helena Zengel                 | Systemsprenger              | Bernadette                          | [ 51 ] [ 52 ] |

### 2020s
| Any         | Guanyadora i nominades | Títol                              | Paper                     | Ref           |
| ----------- | ---------------------- | ---------------------------------- | ------------------------- | ------------- |
| 2020 (33ns) | Paula Beer             | Undine Wibeau                      | Undine Wibeau             | [ 53 ] [ 54 ] |
| 2020 (33ns) | Nataixa Berejnaia      | DAU. Nataixa/ДАУ. Наташа           | Nataixa                   | [ 53 ] [ 54 ] |
| 2020 (33ns) | Andrea Bræin Hovig     | Håp                                | Anja                      | [ 53 ] [ 54 ] |
| 2020 (33ns) | Nina Hoss              | Schwesterlein                      | Lisa                      | [ 53 ] [ 54 ] |
| 2020 (33ns) | Marta Nieto            | Madre                              | Elena                     | [ 53 ] [ 54 ] |
| 2020 (33ns) | Ane Dahl Torp          | Charter                            | Alice                     | [ 53 ] [ 54 ] |
| 2021 (34ns) | Jasna Đuričić          | Quo Vadis, Aida?                   | Aida Selmanagić           | [ 53 ] [ 54 ] |
| 2021 (34ns) | Seidi Haarla           | Hytti nro 6                        | Laura                     | [ 53 ] [ 54 ] |
| 2021 (34ns) | Carey Mulligan         | Promising Young Woman              | Cassandra "Cassie" Thomas | [ 53 ] [ 54 ] |
| 2021 (34ns) | Renate Reinsve         | The Worst Person in the World      | Julie                     | [ 53 ] [ 54 ] |
| 2021 (34ns) | Agathe Rousselle       | Titane                             | Alexia / Adrien           | [ 53 ] [ 54 ] |
| 2022 (35ns) | / Vicky Krieps         | L'emperadriu rebel                 | Elisabet d’Àustria        | [ 55 ]        |
| 2022 (35ns) | Penélope Cruz          | Madres paralelas                   | Janis Martínez            | [ 55 ]        |
| 2022 (35ns) | / Zar Amir Ebrahimi    | Holy Spider                        | Arezoo Rahimi             | [ 55 ]        |
| 2022 (35ns) | / Meltem Kaptan        | Rabiye Kurnaz gegen George W. Bush | Rabiye Kurnaz             | [ 55 ]        |
| 2022 (35ns) | Léa Seydoux            | Un beau matin                      | Sandra                    | [ 55 ]        |
| 2023 (36ns) | Sandra Hüller          | Anatomie d'une chute               | Sandra Voyter             |               |
| 2023 (36ns) | Eka Chavleishvili      | Blackbird Blackbird Blackberry     | Etero                     |               |
| 2023 (36ns) | Alma Pöysti            | Kuolleet lehdet                    | Ansa                      |               |
| 2023 (36ns) | Mia McKenna-Bruce      | How to Have Sex                    | Tara                      |               |
| 2023 (36ns) | Leonie Benesch         | Das Lehrerzimmer                   | Carla Nowak               |               |
| 2023 (36ns) | Sandra Hüller          | The Zone of Interest               | Hedwig Höss               |               |

## Múltiples premis i nominacions

### Múltiples premis
| Premis | Actrius            |
| ------ | ------------------ |
| 2      | Juliette Binoche   |
| 2      | Isabelle Huppert   |
| 2      | Carmen Maura       |
| 2      | Charlotte Rampling |

### Múltiples nominacions
| Nominacions | Actrius                  |
| ----------- | ------------------------ |
| 5           | Penélope Cruz            |
| 4           | Juliette Binoche         |
| 4           | Isabelle Huppert         |
| 3           | / Valeria Bruni Tedeschi |
| 3           | / Charlotte Gainsbourg   |
| 3           | Charlotte Rampling       |
| 2           | Nathalie Baye            |
| 2           | Paula Beer               |
| 2           | Marion Cotillard         |
| 2           | Émilie Dequenne          |
| 2           | Trine Dyrholm            |
| 2           | Martina Gedeck           |
| 2           | Nina Hoss                |
| 2           | Sandra Hüller            |
| 2           | Sibel Kekilli            |
| 2           | Carmen Maura             |
| 2           | Helen Mirren             |
| 2           | Laura Morante            |
| 2           | Barbara Sukowa           |
| 2           | Tilda Swinton            |
| 2           | Audrey Tautou            |
| 2           | Sylvie Testud            |
| 2           | Kate Winslet             |

## Superlatives

### Guanyadores de més edat
| Rècord               | Actriu          | Pel·lícula        | Edat (en anys) |
| -------------------- | --------------- | ----------------- | -------------- |
| Guanyadora més vella | Emmanuelle Riva | Amor              | 85             |
| Nominada més vella   | Emmanuelle Riva | Amor              | 85             |
| Guanyadora més jove  | Clotilde Courau | Le Petit Criminel | 22             |
| Nominada més jove    | Helena Zengel   | Systemsprenger    | 11             |

### Múltiples nominacions per diferents pel·lícules
| Any  | Actriu | Pel·lícula                  |
| ---- | --- | --------------------------- |
| 1998 | Elodie Bouchez i Natacha Regnier | La Vie rêvée des anges      |
| 2002 | Fanny Ardant, Emmanuelle Béart, Danielle Darrieux, Catherine Deneuve, Isabelle Huppert, Virginie Ledoyen, Firmine Richard i Ludivine Sagnier | 8 femmes                    |
| 2005 | Judi Dench i Maggie Smith | L'última primavera          |
| 2011 | Kirsten Dunst i Charlotte Gainsbourg | Melancolia                  |
| 2013 | Agata Kulesza i Agata Trzebuchowska | Ida                         |
| 2016 | Emma Suárez i Adriana Ugarte | Julieta                     |
| 2019 | Adèle Haenel i Noémie Merlant | Retrat d'una dona en flames |